# Варна (полуостров)
Вижте пояснителната страница за други значения на Варна.
Варна е полуостров в Антарктика, образуващ североизточния край на остров Ливингстън в Южните Шетландски острови.
Граничи със залив Хиро на северозапад, залив Муун на югоизток и проток Макфарлейн на североизток. Наименуван е в чест на град Варна.
Полуостровът е приблизително 14 km дълъг в направление югозапад-североизток и 10 km широк, като централният район е зает от Видинските възвишения. Северният и източният край на полуостров Варна са представени съответно от нос Уилямс и нос Инот. На северозападния бряг на полуострова се намира нос Безмер. Покрит е основно с лед.
Районът е посещаван в началото на XIX век от ловци на тюлени.

## Карти
- South Shetland Islands. Scale 1:200000 topographic map No. 3373. DOS 610 – W 62 58. Tolworth, UK, 1968.
- Islas Livingston y Decepción. Mapa topográfico a escala 1:100000. Madrid: Servicio Geográfico del Ejército, 1991.
- L.L. Ivanov. Livingston Island: Central-Eastern Region. Scale 1:25000 topographic map. Sofia: Antarctic Place-names Commission of Bulgaria, 1996.
- S. Soccol, D. Gildea and J. Bath. Livingston Island, Antarctica. Scale 1:100000 satellite map. The Omega Foundation, USA, 2004.
- L.L. Ivanov et al., Antarctica: Livingston Island and Greenwich Island, South Shetland Islands (from English Strait to Morton Strait, with illustrations and ice-cover distribution), 1:100000 scale topographic map, Antarctic Place-names Commission of Bulgaria, Sofia, 2005
- L.L. Ivanov. Antarctica: Livingston Island and Greenwich, Robert, Snow and Smith Islands. Scale 1:120000 topographic map. Troyan: Manfred Wörner Foundation, 2010. ISBN 978-954-92032-9-5 (First edition 2009. ISBN 978-954-92032-6-4)
- Antarctic Digital Database (ADD). Scale 1:250000 topographic map of Antarctica. Scientific Committee on Antarctic Research (SCAR), 1993 – 2016.